# Bian Hongmin
Bian Hongmin (chiń. 边洪敏, ur. 22 września 1989 w Hangzhou) – chiński siatkarz grający na pozycji środkowego; reprezentant Chin.
Karierę sportową rozpoczął w 2000 roku. Początkowo trenował koszykówkę w Zhejiang Provincial Sports School. W 2003 roku zdecydował się grać w piłkę siatkową. Od 2005 roku występuje w klubie Zhejiang Provincial Volleyball Team, który uczestniczy w najwyższej klasie rozgrywek klubowych w Chinach.
Z reprezentacją kadetów zdobył srebrny medal na Mistrzostwach Świata Kadetów w 2007 roku. Do reprezentacji seniorskiej powołany został w 2008 roku na Ligę Światową. Znalazł się w składzie drużyny olimpijskiej, która na Letnich Igrzyskach Olimpijskich zajęła 5. miejsce.
W 2009 roku ponownie był w kadrze na Ligę Światową oraz na Mistrzostwa Azji.